# Marcus Simmons
Marcus Jermaine Simmons (ur. 28 stycznia 1988 w Alexandrii) – amerykański koszykarz występujący na pozycji rzucającego obrońcy.

## Osiągnięcia
NCAA
- 3-krotny uczestnik turnieju NCAA (2008, 2009, 2011)
- Mistrz konferencji Pac-12 (2009)
- Obrońca Roku Konferencji Pac-12 (2011)[1]
- Zaliczony do składu Pac-12 All-Defensive Team (2011)[1]

Drużynowe
- Wicemistrz D-League (2015)[2]